# Ossian Sandholm
Bror Oskar (Ossian) Sandholm, född 12 september 1853 i Karlskrona, död 19 juni 1929 i Landskrona, var en svensk ingenjör.
Sandholm var stationsskrivare vid Statens Järnvägar 1873–1877 och utexaminerades från Kungliga Tekniska högskolan i Stockholm 1881. Han var anställd vid olika sprängämnesfabriker i utlandet 1881–1897, disponent vid Skånska Bomullskrutfabriks AB i Annelöv 1897–1902, bestyrer för Nordenfjeldske Sprængstof A/S i Norge 1903–1906 och förste kontrollör vid sockerbeskattningen i Landskrona från 1907. Sandholm är begravd på Landskrona kyrkogård.